# Batracomorphus tydeus
Batracomorphus tydeus är en insektsart som beskrevs av Knight 1983. Batracomorphus tydeus ingår i släktet Batracomorphus och familjen dvärgstritar. Inga underarter finns listade i Catalogue of Life.